# Démographie du Danemark
Cet article contient des statistiques sur la démographie du Danemark.

## Évolution de la population

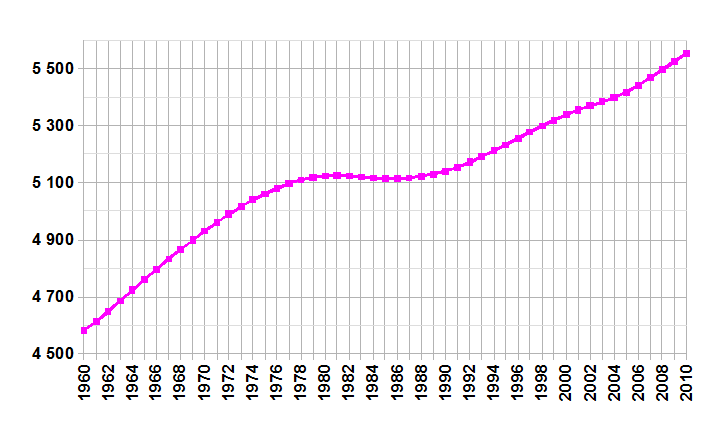
Évolution démographique

| Année | Population (au 1er janvier) | Naissances | Taux de natalité (‰) | Taux de fécondité (enfants par femme) | Décès  | Taux de mortalité (‰) | Taux de variation naturelle (‰) | Solde migratoire | Croissance démographique (‰) |
| ----- | --------------------------- | ---------- | -------------------- | ------------------------------------- | ------ | --------------------- | ------------------------------- | ---------------- | ---------------------------- |
| 1960  | 4 565 455                   | 76 077     | 16,6                 |                                       | 43 681 | 9,5                   | 7,1                             | −4 101           | 6,2                          |
| 1965  | 4 741 008                   | 85 796     | 18,0                 |                                       | 47 884 | 10,1                  | 8,0                             | - 1 905          | 7,6                          |
| 1970  | 4 906 916                   | 70 802     | 14,4                 |                                       | 48 233 | 9,8                   | 4,6                             | 21 113           | 8,9                          |
| 1975  | 5 054 410                   | 72 071     | 14,2                 |                                       | 50 895 | 10,1                  | 4,2                             | −10 273          | 2,2                          |
| 1980  | 5 122 065                   | 57 293     | 11,2                 |                                       | 55 939 | 10,9                  | 0,3                             | 570              | 0,4                          |
| 1985  | 5 111 108                   | 53 749     | 10,5                 |                                       | 58 378 | 11,4                  | - 0,9                           | 9 794            | 1,0                          |
| 1990  | 5 135 409                   | 63 433     | 12,3                 | 1,67                                  | 60 926 | 11,9                  | 0,5                             | 8 553            | 2,2                          |
| 1995  | 5 215 718                   | 69 771     | 13,3                 | 1,80                                  | 63 127 | 12,1                  | 1,3                             | 28 665           | 6,7                          |
| 2000  | 5 330 020                   | 67 084     | 12,6                 | 1,77                                  | 57 986 | 10,9                  | 1,7                             | 10 094           | 3,6                          |
| 2005  | 5 411 405                   | 64 282     | 11,9                 | 1,80                                  | 54 962 | 10,1                  | 1,7                             | 6 734            | 3,0                          |
| 2010  | 5 534 738                   | 63 411     | 11,4                 | 1,87                                  | 54 368 | 9,8                   | 1,6                             | 16 847           | 4,7                          |
| 2015  | 5 659 715                   | 58 205     | 10,2                 | 1,71                                  | 52 555 | 9,2                   | 1,0                             | 41 886           | 8,4                          |

### Projection démographique
| Année | Population (au 1er janvier) - Projection de référence |
| ----- | ----------------------------------------------------- |
| 2020  | 5 887 449                                             |
| 2030  | 6 298 421                                             |
| 2040  | 6 564 333                                             |
| 2050  | 6 685 016                                             |
| 2060  | 6 756 166                                             |
| 2070  | 6 826 143                                             |
| 2080  | 6 858 258                                             |

## Fécondité
Après avoir atteint un creux à 1,38 en 1983, le taux de fécondité danois s'est redressé assez vite à 1,67 en 1990, puis pour osciller entre 1,72 et 1,81 entre 1992 et 2006. Depuis 2006, le taux de fécondité est stable, avec une valeur de 1,85, à l'exception de l'année 2008, où le taux de 1,89 affichait la fécondité la plus élevée depuis 1975 où il était de 1,92. Rappelons que selon les précisions de calculs, les dernières années où le taux de renouvellement des générations fut atteint était en 1971 avec 2,05 ou en 1968 avec 2,12.
En 2009, l'indice synthétique de fécondité, demeuré assez faible dans le centre-ville de Copenhague avec un taux de 1,60, est inférieur à la moyenne nationale dans l'agglomération copenhagoise avec un indice de 1,72 ainsi que dans les grandes villes du pays, avec des valeurs de 1,67 à Aarhus (même valeur en 2008), 1,76 à Aalborg (1,74 en 2008), et 1,75 à Odense (1,80 en 2008).
Cet indice est, en revanche, plus élevé dans les zones rurales ou les petites villes. 
En 2008, le taux atteignait 2,71 à Brønderslev, 2,68 à Rebild, 2,66 à Nordfyn, 2,55 à Stevns, 2,44 à Allerød ou encore 2,42 à Favrskov.
En 2009, les sommets de fécondité apparaissent derechef à Brønderslev (2,37), à Favrskov (2,30) et à Rebild (2,44), mais aussi cette fois à Dragør (2,44), à Jammerbugt (2,41), Varde (2,45) et Skanderborg (2,39).
Dans les cinq régions danoises, la fécondité se répartit ainsi en 2008:
- Région Hovedstaden : 1,74 (2008) 1,72 enfant/femme (2009)
- Région Sjælland : 2,05 (2008); 1,93 enfant/femme (2009)
- Région Danemark du Sud : 2,04 (2008); 1,97 enfant/femme (2009)
- Région Jutland central : 1,93 (2008) ; 1,91 enfant/femme (2009)
- Région Jutland du Nord : 2,01 (2008); 1,94 enfant/femme (2009)

Dans l'ensemble, avec un indice de fécondité de 1,892 enfant/femme en 2008, puis de 1,85 en 2009 et avec 65 038 naissances vivantes en 2008, environ 63 500 naissances en 2009, le Danemark est très nettement dans le peloton de tête européen, dépassé uniquement par la France (2,00 ou 2,02 avec les DOM-TOM), la Norvège (1,90) et probablement l'Irlande (entre 1,9 et 2).
Sur les 65 000 naissances de 2008, près de 56 000 de ces nourrissons avaient une mère d'origine danoise ethniquement parlant («Personer med dansk oprindelse»), environ 2 250 étaient issus d'une mère étrangère possédant un passeport européen ou nord-américain (pays occidentaux, «vestlige lande»), et plus de 4 000 naissances provenaient de mères étrangères issues des pays non-occidentaux («ikke-vestlige lande»). S'ajoutent 2 000 mères d'origine étrangère mais ayant la nationalité danoise. Enfin, les 1 000 mères restant sont des femmes dont les parents ont immigré mais qui sont nées sur le sol danois («efterkommere»).

## Langues
Le danois est la langue maternelle de 97 % de la population. De plus, 76 % de la population déclare parler couramment l'anglais, 8 % l'allemand et 1 % le suédois et le français. Les Suédois, les Norvégiens et les Danois peuvent généralement se parler du fait du haut niveau d'intercompréhension entre les trois langues.

## Migrations

### Émigration
Les Danois ont énormément immigrés en Amérique, en effet en 2016 aux États-Unis 1,2 million de personnes se réclament d’origine danoise, la même année, plus de 207 470 personnes revendiquent une ascendance danoise, ainsi que 150 000 citoyens brésiliens.[réf. nécessaire]

### Immigration
|                    | 2016   | 2017   | 2018   |
| ------------------ | ------ | ------ | ------ |
| Naissances totales | 61 614 | 61 397 | 61 476 |
| Danemark           | 48 313 | 47 771 | 47 837 |
| Syrie              | 1181   | 1311   | 1161   |
| Turquie            | 1132   | 1099   | 1121   |
| Pologne            | 762    | 756    | 763    |
| Roumanie           | 592    | 667    | 720    |
| Pakistan           | 553    | 624    | 560    |
| Liban              | 552    | 504    | 531    |
| Irak               | 433    | 419    | 495    |
| Ukraine            | 322    | 339    | 389    |
| Allemagne          | 364    | 364    | 352    |
| Somalie            | 424    | 369    | 338    |
| Afghanistan        | 321    | 322    | 330    |
| Érythrée           | 112    | 206    | 322    |
| Suède              | 308    | 341    | 298    |
| Bosnie-Herzégovine | 295    | 316    | 283    |
| Norvège            | 285    | 259    | 283    |
| Lituanie           | 248    | 230    | 283    |
| Philippines        | 286    | 314    | 279    |
| Chine              | 279    | 313    | 264    |
| Iran               | 281    | 280    | 257    |
| Inde               | 223    | 229    | 254    |
| Maroc              | 208    | 210    | 221    |
| Viêt Nam           | 206    | 193    | 207    |

| Pays                          | 2005      | 2010      | 2015      | 2019      | 2020      | 2021      | 2022      | 2023      | 2024      | 2025      |
| ----------------------------- | --------- | --------- | --------- | --------- | --------- | --------- | --------- | --------- | --------- | --------- |
| Population totale             | 5 411 405 | 5 411 405 | 5 659 715 | 5 806 081 | 5 822 763 | 5 840 045 | 5 873 420 | 5 932 654 | 5 961 249 | 5 992 734 |
| Danemark                      |           | 4 992 000 | 5 002 242 | 5 012 480 | 5 015 594 | 5 022 607 | 5 026 379 | 5 021 755 | 5 018 183 | 5 015 554 |
| Total immigrés et descendants | 452 095   | 542 738   | 657 473   | 793 601   | 807 169   | 817 438   | 847 041   | 910 899   | 943 066   | 977 180   |
| Turquie                       | 54 859    | 59 216    | 61 634    | 63 819    | 64 172    | 64 563    | 65 071    | 65 918    | 66 738    | 67 598    |
| Pologne                       | 13 509    | 28 401    | 39 465    | 48 148    | 48 473    | 49 103    | 51 720    | 54 825    | 56 751    | 56 870    |
| Ukraine                       | 2 141     | 6 525     | 8 589     | 13 286    | 14 462    | 15 015    | 16 422    | 42 468    | 44 811    | 49 841    |
| Roumanie                      | 2 607     | 6 446     | 20 226    | 32 049    | 33 591    | 34 960    | 39 363    | 44 176    | 45 987    | 46 076    |
| Syrie                         | 3 046     | 3 707     | 14 093    | 42 467    | 42 968    | 43 942    | 44 381    | 44 534    | 45 121    | 46 064    |
| Allemagne                     | 25 446    | 30 912    | 31 962    | 34 037    | 34 468    | 34 855    | 36 456    | 39 207    | 41 167    | 43 038    |
| Irak                          | 26 351    | 29 264    | 30 994    | 33 089    | 33 381    | 33 808    | 34 206    | 34 518    | 34 800    | 35 173    |
| Liban                         | 22 232    | 23 775    | 25 572    | 27 076    | 27 310    | 27 636    | 27 919    | 28 121    | 28 226    | 28 459    |
| Iran                          | 14 289    | 15 209    | 18 572    | 21 432    | 21 701    | 22 229    | 22 895    | 24 118    | 25 993    | 28 175    |
| Pakistan                      | 19 301    | 20 392    | 23 770    | 25 661    | 25 949    | 26 185    | 26 445    | 26 714    | 27 238    | 28 067    |
| Bosnie-Herzégovine            |           |           | 22 697    | 23 225    | 23 203    | 23 243    | 23 307    | 23 314    | 23 274    | 23 285    |
| Inde                          | 4 085     | 6 382     | 8 919     | 13 923    | 15 135    | 15 304    | 16 530    | 18 970    | 20 928    | 22 457    |
| Afghanistan                   | 10 876    | 12 630    | 16 637    | 19 088    | 19 488    | 19 876    | 20 272    | 21 265    | 21 635    | 21 996    |
| Somalie                       | 16 952    | 16 831    | 19 707    | 21 227    | 21 072    | 21 214    | 21 275    | 21 300    | 21 416    | 21 569    |
| Royaume-Uni                   | 12 000    | 13 053    | 14 400    | 16 871    | 17 155    | 17 504    | 17 703    | 18 025    | 18 267    | 18 426    |
| Suède                         |           |           | 15 446    | 16 449    | 16 620    | 16 888    | 17 219    | 17 478    | 17 733    | 18 022    |
| Viêt Nam                      | 12 654    | 13 878    | 14 873    | 15 606    | 15 747    | 15 977    | 16 089    | 16 472    | 16 968    | 17 739    |
| Norvège                       |           |           | 16 632    | 17 337    | 17 350    | 17 305    | 17 393    | 17 507    | 17 544    | 17 581    |
| Chine                         | 7 562     | 9 688     | 11 786    | 14 551    | 15 038    | 14 771    | 15 273    | 15 756    | 16 459    | 17 344    |
| Lituanie                      | 2 089     | 5 443     | 10 731    | 14 939    | 15 134    | 15 225    | 15 975    | 16 429    | 16 347    | 16 181    |
| Thaïlande                     | 6 980     | 9 411     | 11 406    | 12 841    | 12 947    | 13 091    | 13 389    | 13 605    | 13 934    | 14 018    |
| Bulgarie                      | 863       | 2 685     | 7 516     | 10 585    | 10 912    | 11 360    | 12 468    | 13 485    | 13 820    | 13 984    |
| Philippines                   | 5 092     | 9 307     | 11 321    | 12 470    | 12 151    | 12 003    | 12 220    | 12 633    | 12 963    | 13 432    |
| Sri Lanka                     | 10 291    | 10 803    | 11 493    | 11 968    | 12 036    | 12 129    | 12 177    | 12 259    | 12 491    | 13 136    |
| Italie                        |           |           | 6 854     | 9 273     | 9 544     | 9 796     | 10 669    | 11 661    | 12 288    | 13 109    |
| Népal                         |           |           |           |           |           |           | 5 849     | 6 927     | 9 226     | 12 444    |
| Ex Yougoslavie                | 44 843    | 47 730    | 15 446    | 14 671    | 14 383    | 14 196    | 13 884    | 13 538    | 13 136    | 12 384    |
| Maroc                         | 8 974     | 9 831     | 10 699    | 11 527    | 11 659    | 11 786    | 11 944    | 12 129    | 12 243    | 12 336    |
| États-Unis                    | 6 584     | 7 458     | 8 335     | 10 067    | 9 637     | 9 505     | 10 082    | 10 755    | 11 261    | 11 764    |
| Russie                        |           |           | 6 640     | 7 497     | 7 721     | 7 902     | 8 109     | 9 497     | 9 925     | 10 300    |
| Islande                       |           |           | 8 335     | 9 169     | 9 308     | 9 254     | 9 295     | 9 457     | 9 703     | 10 019    |
| Espagne                       |           |           | 5 287     | 6 778     | 6 940     | 7 132     | 8 125     | 8 845     | 9 167     | 9 680     |
| Pays-Bas                      | 5 697     | 6 422     | 7 063     | 8 161     | 8 147     | 8 100     | 8 524     | 8 918     | 9 205     | 9 505     |
| France                        |           |           | 5 820     | 7 189     | 7 335     | 7 339     | 7 852     | 8 372     | 8 843     | 9 330     |
| Érythrée                      |           |           | 831       | 6 563     | 7 025     | 7 401     | 7 764     | 8 007     | 8 222     | 8 486     |
| Hongrie                       |           |           | 4 736     | 5 877     | 5 957     | 6 072     | 6 491     | 6 807     | 7 251     | 7 720     |
| Macédoine du Nord             |           |           | 4 707     | 5 608     | 5 878     | 5 990     | 6 182     | 6 470     | 6 712     | 7 132     |
| Lettonie                      |           |           | 4 941     | 5 864     | 5 915     | 5 967     | 6 368     | 6 749     | 6 829     | 6 982     |
| Bangladesh                    |           |           |           |           |           |           |           |           | 4 746     | 6 818     |
| Brésil                        |           |           |           |           |           |           |           | 5 578     | 6 062     | 6 519     |
| Argentine                     |           |           |           |           |           |           |           | 5 223     | 6 001     | 6 482     |

| Pays d'origine | 2015  | 2016   | 2017  | 2022  |
| -------------- | ----- | ------ | ----- | ----- |
| Pakistan       |       |        | 199   | 332   |
| Royaume-Uni    |       |        | 164   | 327   |
| Inde           |       |        | 85    | 302   |
| Allemagne      | 44    | 110    | 248   | 278   |
| Ukraine        | 77    | 228    | 329   | 258   |
| Suède          |       |        | 164   | 213   |
| Pologne        | 49    | 174    | 372   | 201   |
| Total          | 4 498 | 15 028 | 7 272 | 5 149 |

## Sources
1. ↑  (en) « Europe :: Denmark — The World Factbook - Central Intelligence Agency », sur cia.gov (consulté le 11 février 2020)
2. ↑  Le taux de variation de la population 2018 correspond à la somme du solde naturel 2018 et du solde migratoire 2018 divisée par la population au 1er janvier 2018.
3. ↑  (en) « Europe :: Denmark — The World Factbook - Central Intelligence Agency », sur cia.gov (consulté le 11 février 2020)
4. ↑  L'indicateur conjoncturel de fécondité (ICF) pour 2018 est la somme des taux de fécondité par âge observés en 2018. Cet indicateur peut être interprété comme le nombre moyen d'enfants qu'aurait une génération fictive de femmes qui connaîtrait, tout au long de leur vie féconde, les taux de fécondité par âge observés en 2018. Il est exprimé en nombre d’enfants par femme. C’est un indicateur synthétique des taux de fécondité par âge de 2018.
5. ↑  (en) « Europe :: Denmark — The World Factbook - Central Intelligence Agency », sur cia.gov (consulté le 11 février 2020)
6. ↑   Le taux de natalité 2018 est le rapport du nombre de naissances vivantes en 2018 à la population totale moyenne de 2018.
7. ↑  (en) « Europe :: Denmark — The World Factbook - Central Intelligence Agency », sur cia.gov (consulté le 11 février 2020)
8. ↑   Le taux de mortalité 2018 est le rapport du nombre de décès, au cours de 2018, à la population moyenne de 2018.
9. ↑  (en) « Europe :: Denmark — The World Factbook - Central Intelligence Agency », sur cia.gov (consulté le 11 février 2020)
10. ↑  Le taux de mortalité infantile est le rapport entre le nombre d'enfants décédés à moins d'un an et l'ensemble des enfants nés vivants.
11. ↑  L'espérance de vie à la naissance en 2018 est égale à la durée de vie moyenne d'une génération fictive qui connaîtrait tout au long de son existence les conditions de mortalité par âge de 2018. C'est un indicateur synthétique des taux de mortalité par âge de 2018.
12. ↑  L'âge médian est l'âge qui divise la population en deux groupes numériquement égaux, la moitié est plus jeune et l'autre moitié est plus âgée.
13. 1 2  (en) « Europe :: Denmark — The World Factbook - Central Intelligence Agency », sur cia.gov (consulté le 11 février 2020)
14. ↑  « Évolution de la population - Bilan démographique et taux bruts au niveau national », sur appsso.eurostat.ec.europa.eu (consulté le 20 novembre 2017).
15. ↑  « Indicateur conjoncturel de fécondité »(Archive.org • Wikiwix • Archive.is • Google • Que faire ?), sur ec.europa.eu (consulté le 20 novembre 2017).
16. ↑  « Population au 1er Janvier par âge, sexe et type de projection », sur appsso.eurostat.ec.europa.eu (consulté le 22 novembre 2017)
17. ↑  « Population Projections Data »(Archive.org • Wikiwix • Archive.is • Google • Que faire ?), sur ec.europa.eu (consulté le 1er décembre 2017).
18. 1 2 3 4 5 6  (da) « Danmarks Statistik », sur dst.dk.
19. 1 2  http://ec.europa.eu/public_opinion/archives/ebs/ebs_243_en.pdf
20. ↑  (en) « PEOPLE REPORTING ANCESTRY », sur factfinder.census.gov
21. ↑  « Immigration et diversité ethnoculturelle – Faits saillants en tableaux - Origine ethnique, les deux sexes, âge (total), Canada, Recensement de 2016 – Données-échantillon (25 %) », sur www12.statcan.gc.ca (consulté le 29 mai 2018).
22. ↑  (da) « Births », sur dst.dk.
23. ↑  « Rapport sur l'immigration au Danemark Tal og faktapå udlændingeområdet 2013  Forår 2014l », sur nyidanmark.dk
24. ↑  (en) « Population », sur dst.dk (consulté le 27 juin 2023).
25. ↑  https://www.statbank.dk/20004.
26. ↑  Les immigrés et leurs descendants : Cette notion a été introduite au Danemark à partir de 1991. Elles concernent les immigrés, leurs enfants et les personnes naturalisés Danoises. Plus d'informations sur l'institut officiel des statistiques Danoises : https://www.dst.dk/en/Statistik/emner/befolkning-og-valg/indvandrere-og-efterkommere/indvandrere-og-efterkommere
27. ↑  (en) « Statistics Denmark », sur dst.dk.